# ATX Open 2025 - Doppio
Il doppio femminile del torneo di tennis professionistico ATX Open 2025, facente parte della categoria WTA 250 nell'ambito del WTA Tour 2025, si gioca dal 24 febbraio al 2 marzo 2025 ad Austin, negli Stati Uniti d'America.
In finale Anna Blinkova e Yuan Yue hanno sconfitto McCartney Kessler e Zhang Shuai con il punteggio di 3-6, 6-1, [10-4]. É il terzo titolo in carriera per Blinkova e il secondo titolo in carriera per Yuan, il primo titolo stagionale per entrambe e il primo della coppia. Questa è la prima finale in carriera in doppio per Kessler.
Olivia Gadecki e Olivia Nicholls erano le campionesse in carica, ma entrambe hanno scelto di non prendere parte a questa edizione del torneo.

## Teste di serie
1. Cristina Bucșa /  Miyu Katō (primo turno)
2. Caroline Dolehide /  Storm Hunter (primo turno)

1. Oksana Kalašnikova /  Kamilla Rachimova (primo turno)
2. Maia Lumsden /  Heather Watson (quarti di finale)

## Wildcard
1. Elizabeth Mandlik /  Caty McNally (primo turno)

## Tabellone

### Legenda
| - Q = Qualificato - WC = Wild card - LL = Lucky loser | - ALT = Alternate - SE = Special Exempt - PR = Protected Ranking | - w/o = Walkover - r = Ritirato - d = Squalificato |

|  | Primo turno | Primo turno                 | Primo turno                 | Primo turno        | Primo turno |  |  | Quarti di finale | Quarti di finale            | Quarti di finale            | Quarti di finale            | Quarti di finale      |   |     | Semifinali | Semifinali             | Semifinali        | Semifinali                    | Semifinali |   |     | Finale | Finale | Finale | Finale | Finale |  |
|  |             |                             |                             |                    |             |  |  |                  |                             |                             |                             |                       |   |     |            |                        |                   |                               |            |   |     |        |        |        |        |        |  |
|  | 1           | C Bucșa M Katō              | C Bucșa M Katō              | 65                 | 4           |  |  |                  |                             |                             |                             |                       |   |     |            |                        |                   |                               |            |   |     |        |        |        |        |        |  |
|  |             | A Blinkova Y Yuan           | A Blinkova Y Yuan           | 7                  | 6           |  |  |                  | A Blinkova Y Yuan           | A Blinkova Y Yuan           | 6                           | 6                     |   |     |            |                        |                   |                               |            |   |     |        |        |        |        |        |  |
|  |             | M Brooks E Silva            | M Brooks E Silva            | M Brooks E Silva   | w/o         |  |  |                  | M Brooks E Silva            | M Brooks E Silva            | 2                           | 0                     |   |     |            |                        |                   |                               |            |   |     |        |        |        |        |        |  |
|  |             | A Bondár J Burrage          | A Bondár J Burrage          | A Bondár J Burrage |             |  |  |                  |                             |                             |                             |                       |   |     |            | A Blinkova Y Yuan      | 2                 | 6                             | [11]       |   |     |        |        |        |        |        |  |
|  | 3           | O Kalašnikova K Rachimova   | 6                           | 3                  | [5]         |  |  |                  |                             |                             | A Bolsova Y Cavallé Reimers | 6                     | 1 | [9] |            |                        |                   |                               |            |   |     |        |        |        |        |        |  |
|  |             | G Minnen A Rus              | 4                           | 6                  | [10]        |  |  |                  | G Minnen A Rus              | G Minnen A Rus              | G Minnen A Rus              |                       |   |     |            |                        |                   |                               |            |   |     |        |        |        |        |        |  |
|  |             | A Bolsova Y Cavallé Reimers | A Bolsova Y Cavallé Reimers | 6                  | 6           |  |  |                  | A Bolsova Y Cavallé Reimers | A Bolsova Y Cavallé Reimers | A Bolsova Y Cavallé Reimers | w/o                   |   |     |            |                        |                   |                               |            |   |     |        |        |        |        |        |  |
|  |             | M Jones C Rosca             | M Jones C Rosca             | 2                  | 4           |  |  |                  |                             |                             |                             |                       |   |     |            | Anna Blinkova Yuan Yue | 3                 | 6                             | [10]       |   |     |        |        |        |        |        |  |
|  | WC          | E Mandlik C McNally         | E Mandlik C McNally         | 3                  | 0           |  |  |                  |                             |                             |                             |                       |   |     |            |                        |                   | McCartney Kessler Zhang Shuai | 6          | 1 | [4] |        |        |        |        |        |  |
|  |             | M Kessler S Zhang           | M Kessler S Zhang           | 6                  | 6           |  |  |                  | M Kessler S Zhang           | 6                           | 5                           | [10]                  |   |     |            |                        |                   |                               |            |   |     |        |        |        |        |        |  |
|  |             | S Chang A Kulikov           | 4                           | 7                  | [5]         |  |  | 4                | M Lumsden H Watson          | 3                           | 7                           | [8]                   |   |     |            |                        |                   |                               |            |   |     |        |        |        |        |        |  |
|  | 4           | M Lumsden H Watson          | 6                           | 5                  | [10]        |  |  |                  |                             |                             |                             |                       |   |     |            | M Kessler S Zhang      | M Kessler S Zhang | 7                             | 6          |   |     |        |        |        |        |        |  |
|  |             | C Corley T Moore            | C Corley T Moore            | 63                 | 2           |  |  |                  |                             |                             | I Haverlag A Rosolska       | I Haverlag A Rosolska | 5 | 2   |            |                        |                   |                               |            |   |     |        |        |        |        |        |  |
|  |             | J Aney J Failla             | J Aney J Failla             | 7                  | 6           |  |  |                  | J Aney J Failla             | J Aney J Failla             | 3                           | 1                     |   |     |            |                        |                   |                               |            |   |     |        |        |        |        |        |  |
|  |             | I Haverlag A Rosolska       | 5                           | 6                  | [11]        |  |  |                  | I Haverlag A Rosolska       | I Haverlag A Rosolska       | 6                           | 6                     |   |     |            |                        |                   |                               |            |   |     |        |        |        |        |        |  |
|  | 2           | C Dolehide S Hunter         | 7                           | 3                  | [9]         |  |  |                  |                             |                             |                             |                       |   |     |            |                        |                   |                               |            |   |     |        |        |        |        |        |  |